# Cambria (Wisconsin)
Pour les articles homonymes, voir Cambria.
Cambria est une localité du comté de Columbia, dans l'état du Wisconsin, aux États-Unis. Sa population était de 767 habitants lors du recensement de 2010.